# Сотиране
Сотирането (от френски: sauté – „подскочил“) е метод на готвене, който използва относително малко количество олио или мазнина в плитък тиган над относително голяма температура. Съществуват различни методи за сотиране, както и специални тигани за сотиране.

## Описание
Съставките за сотиране обикновено се нарязват на парчета или тънки резени за улеснение за бързо сготвяне. Основният начин на топлопренос при сотирането е проводимостта между тигана и готвената храна. Сотираната храна става кафеникава, докато запазва текстурата, влагата и аромата си. Ако се сотира месо или риба, сотето често завършва с деглазиране на остатъка в тигана за направата на сос.
Сотирането може да се сравни с пърженето на тиган, при което по-големи късове храна (например котлети) се готвят бързо в мазнина, като се обръщат. Някои готвачи различават двата метода според количеството използвана мазнина, докато други използват дата термина взаимозаменяемо. Някои видове мазнини следва да се избягват при сотиране, поради тяхната ниска точка на пушене. Най-често се използва пречистено краве масло, рапично олио и слънчогледово олио. Обикновеното краве масло, макар и с по-осезаем вкус, не е подходящо, поради ниската му точка пушене.
При сотирането всички съставки се готвят наведнъж и набързо. За улеснение, съставките се раздвижват с бързи движения из тигана с помощта на инструмент или чрез друсане на самия тиган. Тиганът за сотиране трябва да е достатъчно голям, за да държи храната равномерно, като е препоръчително да има прави и вертикален ръб, който да предотврати изпадането на храна при раздрусване.